# Palirisa birmana
Palirisa birmana är en fjärilsart som beskrevs av Felix Bryk 1944. Palirisa birmana ingår i släktet Palirisa och familjen Eupterotidae. Inga underarter finns listade i Catalogue of Life.